# Waalse onafhankelijkheid
Waalse onafhankelijkheid, of ook Waals onafhankelijkheidsstreven genoemd, is een eis die uit de Waalse Beweging voortkomt en inhoudt dat Wallonië onafhankelijk wordt. Het eerste plan voor een onafhankelijk Wallonië werd in 1942 voorgesteld door het "Rassemblement démocratique et socialiste wallon".

## Concept
Dit overzicht is mogelijk incompleet; u kunt helpen door het uit te breiden.

### Onafhankelijkheid
De Waalse onafhankelijkheid betekent dat Wallonië niet meer een regio van België is, maar een zelfstandige staat. Als Wallonië zijn onafhankelijkheid neemt, zou het Brussels Hoofdstedelijk Gewest ook naar Wallonië kunnen komen of deze regio zou ook van Wallonië en Vlaanderen kunnen afscheiden, en dus zijn onafhankelijkheid kunnen nemen. De mensen die de Waalse onafhankelijkheid willen zijn benoemd: walloniste, in het Frans. Hoewel het woord 'walloniste' geen synoniem van 'wallingant' (dit woord bestaat in het Vlaamse Nederlands) is. Een 'wallingant' is inderdaad en lid van de Waalse beweging of iemand die de Waalse cultuur verdedigt.

### Separatisme
De Vlaamse en Waalse bewegingen die de onafhankelijkheid van hun gebieden willen zijn als separatiste bewegingen beschouwd. Deze bewegingen willen eigenlijk een Vlaamse of Waalse onafhankelijke Staat. Niettemin willen sommige separatisten alleen het confederalisme.

## Jules Destrée

### Brief
Jules Destrée had in 1912 een brief aan Albert I geschreven : ‘Sire, u regeert over twee volkeren. In België zijn er de Walen en de Vlamingen, er zijn geen Belgen.’ Hij beschreef België als een staat zonder natie. Hij verklaarde ook dat Vlaanderen dichter bij de Germaanse en Wallonië dichter bij de Franstalige cultuur stond. Destrée had eerder al Vlaanderen en Wallonië op verschillende niveaus vergeleken, op geografische niveau bijvoorbeeld. Voorts had Jules Destrée de sociologische verschillen tussen de twee regio's vergeleken.

### Achtergrond
Deze brief werd voor de Eerste Wereldoorlog geschreven en het Frans had toen nog de reputatie de enige serieuze taal van België te zijn. Niettemin had Jules Destrée in zijn brief van 1916 spijt. Volgens hem was België eensgezind tijdens de Eerste Wereldoorlog als een natie.

## Heden
Sommige Walen die vóór onafhankelijkheid zijn, hebben in 2017 in Brussel betoogd om de onafhankelijkheidsbeweging in Catalonië te steunen. De Waalse betogers hebben verklaard dat de Walen een minderheidsvolk zijn en dat ze door de Vlamingen geminacht worden. Dus verklaarden ze dat Wallonië in dezelfde situatie verkeert als Catalonië binnen Spanje.

## Politieke bewegingen

### Rassemblement wallon
Het Rassemblement wallon (vertaald: Waalse Samenscholing) werd voor de verkiezingen van 1968 opgericht. Deze partij had een belangrijke rol in de regionalisering van België tijdens de kabinetten van Leo Tindemans. De partij, die oorspronkelijk een socialistisch karakter had, raakte echter verdeeld tijdens het voorzitterschap van Paul-Henry Gendebien.
De Rassemblement wallon zocht toenadering tot het Rassemblement Wallonie-France. Beide partijen zoeken nu aanhechting bij Frankrijk.

### 'Club des indépendantistes wallons'
De 'Club des indépendantises wallons' ([NL] De club van de Waalse onafhankelijken) werd in a 1980 gecreëerd door twee mensen: Jean Alexandre en Charles-François Becquet.